# Moldaviens flagga
Moldaviens flagga antogs den 12 maj 1990 och har proportionerna 1:2. Flaggan är en trikolor i färgerna blått, gult och rött belagd med statsvapnet. Flaggan påminner mycket om grannlandet Rumäniens flagga, vilket visar på den starka historiska och kulturella samhörighet som råder mellan länderna. Trikoloren började användas som rumänsk/moldavisk nationalsymbol under 1848 års uppror mot det osmanska riket. De tre färgerna sades då representera de tre delar som det dåvarande Rumänien bestod av: Oltenia (blått), Muntenia (gult) och Moldavien (rött).
När det självständiga kungadömet Rumänien bildades 1867 (där Moldavien var en del mellan 1918 och 1940) antogs en trikolor i dagens färger med kungahusets vapen i flaggans mitt. Under den sovjetiska perioden (1940–1941 samt 1944–1989) användes en röd flagga med hammaren och skäran, från 1952 med ett grönt horisontellt band i mitten. Efter Sovjetunionens fall antogs den gamla rumänska flaggan, men med det moldaviska statsvapnet i mitten. Flaggan var en symbol för den nya regeringens strävan att förena landet med Rumänien.
Enligt det officiella dekretet från maj 1990 ska statsvapnet endast finnas på flaggans advers ("framsidan"), vilket är ovanligt för nationsflaggor. I praktiken används dock även flaggor med statsvapnet på båda sidor.

## Färger
| System  | Blå       | Gul        | Röd         | Brun       | Grön         |
| ------- | --------- | ---------- | ----------- | ---------- | ------------ |
| Pantone | 293c      | 109c       | 186c        | 4645c      | 3415c        |
| CMYK    | 97.81.0.0 | 1.15.100.0 | 13.100.90.4 | 28.15.68.7 | 100.26.86.14 |
| RGB     | 0-70-174  | 255-210-0  | 204-9-47    | 176-126-91 | 0-122-80     |
| HTML    | #0046AE   | #FFD200    | #CC092F     | #B07E5B    | #007A50      |

## Politiska ämbeten

Presidentens standar
Talmannens standar
Premiärministerns standar

## Historiska flaggor

Moldaviens demokratiska republiks nationella flagga. 1917 – 1918
1:2 Moldaviska socialistiska sovjetrepubliken (Moldaviska SSR) 10 februari 1941 – 31 januari 1952
1:2 ? Moldaviska socialistiska sovjetrepubliken (Moldaviska SSR) 31 januari 1952 – 27 april 1990